# Edgar Bissinger
Edgar Bissinger (* 25. Mai 1912 in Erfurt, Provinz Sachsen; † 14. Dezember 1987 in München) war ein deutscher Journalist und Verleger. Als Journalist befasste er sich vor allem mit Wirtschaftsjournalismus.

## Leben
Edgar Bissinger war der Sohn des Erfurter Fotografen und Verlegers Eduard Bissinger und dessen Ehefrau Antonia „Toni“ Bissinger, geborene Hölling. Sein Onkel war Alfred Hölling, sein Großonkel Wilhelm Conrad Röntgen. Nach dem Besuch des Reform-Realgymnasiums, das er mit dem Abitur abschloss, studierte Edgar Bissinger Nationalökonomie in Innsbruck, München und Köln. Danach schloss er eine Schriftleiterausbildung in Erfurt an. Er war evangelisch und trat zum 1. Mai 1931 der NSDAP bei (Mitgliedsnummer 525.723) und wurde 1932 Reichspressechef der Hitlerjugend. Im Juli desselben Jahres wurde er in die Hauptabteilung IV Wirtschaft des Braunen Hauses aufgenommen. Bis März 1933 war Edgar Bissinger dort als Leiter der wirtschaftspolitisch-politischen Pressestelle der NSDAP tätig. Nach einer kurzen Zeit als Schriftleiter einer nationalsozialistischen Tageszeitung wurde er Hauptschriftleiter und Hauptgeschäftsführer des Verlages Deutscher Aufbau sowie Hauptstellenleiter im Reichsorganisationsamt der NSDAP sowie im Hauptamt der NS-Hago. 1938 erhielt er das Goldene Meisterabzeichen des Deutschen Handwerks.
Edgar Bissinger schrieb über Wirtschafts- und Sozialpolitik sowie Jugendfragen u. a. für den Völkischen Beobachter. Nach Ausbruch des Zweiten Weltkrieges wurde er Leutnant der Wehrmacht. Sein Sohn Manfred Bissinger sagte später über seinen Vater: „Er war Nationalsozialist und er war es aus Überzeugung.“
Edgar Bissinger war Mitglied des Reichsverbands der Deutschen Presse und wohnte mit seiner Familie in Berlin W 9, Linkstraße 19. Aufgrund von Bombenschäden zog er 1943 mit seiner Familie zu den Schwiegereltern nach Bayern. Er erhielt zahlreiche in- und ausländische Kriegsauszeichnungen.
Nach Kriegsende verfasste Edgar Bissinger ein Buch zur Traumdeutung, das ein Freund aus der Familie Ebner von der Verlagsgruppe Ebner Ulm verlegte. Es wurde hauptsächlich gegen Lebensmittel von Bauernfamilien getauscht, die auf dem Schwarzmarkt verkauft wurden, sodass er ein Haus mit Grundstück in München-Lochhausen erwerben konnte. Später gründete Edgar Bissinger in Köln einen Verlag. Er starb 1987 und wurde auf dem Waldfriedhof München beigesetzt.
Edgar Bissinger war ab 1933 mit Luise Bissinger, geborene Kanzler, verheiratet und hatte vier Kinder (Edgar Rainer, Wolf-Dieter, Manfred und Elke). Edgar (* 1935) und Dieter Bissinger (* 1936) übernahmen den Verlag und die Druckerei des Vaters. Manfred Bissinger (* 1940) wurde Journalist und Medienmanager. Seine Tochter Elke (* 1942) war das jüngste Kind.

## Schriften (Auswahl)
- Der deutsche Handel. Stuttgart 1938.
- Das mußt Du wissen! Arbeitsrecht, Sozialversicherung, Familienunterhalt usw. im Kriege. Verlag der Deutschen. Arbeitsfront, Berlin 1940.
- Le provvidenze sociali della Germania nazional-socialista. Bayreuth o. J. [1942].
- Männer und Mächte an Rhein und Ruhr. Spindler, Essen-Werden 1951.